# Клизање на леду
Клизање на леду је уметност кретања по залеђеним површинама коришћењем клизаљки. Клиза се по леду који може бити природно залеђена површина језера или реке, али и по залеђеним клизалиштима. Клизање на леду је раширен облик рекреације али и основа многобројних спортова и спортских дисциплина на леду.

## Техника клизања на леду
Клизаљке са својом оштром ивицом, када су у контакту са леденом површином, производе врло мало трења што омогућава несметано кретање. Клизач може да промени угао под којим клизач „сече“ лед, утичући на смер и брзину кретања. Заједничко за све технике клизања је да је тежиште тела померено мало напред, да су колена благо савијена, труп нагнут напред, карлица избачена назад, глава усправљена, у неким ситуацијама заротирана у правцу кретања.
Техника клизања се дели на:
- клизање унапред,
- клизање уназад,
- брзе окрете (канада),
- широке окрете са убрзањем (венац),
- кочење.[1]

Окрети су тражен елемент на већини такмичења и постоје у све четири олимпијске дисциплине. Постоје 4 основна окрета у клизању и то су:
- sit spin
- camel spin
- upright spin
- layback spin[2]

## Клизалишта
Клизачка такмичења се обично организују у отвореним или затвореним клизалиштима стандардних димензија. Према правилима клизалиште мора бити овалног облика, 60X30m, тј. не сме бити мањи од 56X26 метара, док температура леда износи -4 °C. Клизалишта у Европи могу бити разних димензија у зависности од града и времена кад су изграђени. Прво клизалиште наменски направљено за уметничко клизање саграђено је 1876. у Лондону под називом Глациаријум. Нешто касније, 1910. у Немачкој изграђено је тада највеће јавно клизалиште Спортпаласт површине 2.44 м². Данас се највећим отвореним клизалиштем сматра Фуђуку Хајленд, изграђен 1967. у Јапану са површином од 165.750 м².

## Уметничко клизање
Клизање на леду стекло је популарност још почетком XIX века. Француз Жан Гарсен је још 1813. описао више врста фигура у једном илустрованом делу. Прво вештачко клизалиште је изграђено 1876. у Лондону. Занимљиво је да је уметничко клизање присутно на Олимпијским играма још пре настанка Зимских олимпијских игара. Љубитељи овог спорта знатно су бројнији откад постоје ТВ преноси важних такмичења, која се одвијају као појединачна или у пару, а постоје и надметања у плесу.

### Појединачно уметничко клизање
Појединачно клизање се до 1989. године састојало из три дела:
1. обавезне фигуре - извођене у низу све тежих фигура
2. кратког програма (трајања до 2мин и 40с) - који се данас зове оригинални програм
3. слободног клизања (трајања од 4мин до 4мин и 30с)

Збрајање места(а не оцена) које такмичарима додељује сваки судија одређује поредак, а победник је онај који има најмањи збир. Постоје мерила и за кажњавање сваких врста грешака. Често постоје велика одступања између процене судија и публике, јер на то више утиче колико је такмичар познат, него квалитет његовог програма.
Катарина Вит, велика источноамеричка шампионка, је једна од бројних клизачица која је обележила уметничко клизање, како својом техником, тако и својом лепотом и елеганцијом.

### Брзинско клизање
Брзинско клизање унето је у програм Олимпијских игара од 1924. године за мушкарце а тек од 1960. за жене. Званична такмичења одржавају се на 500m,1000m, 1500m, 5000m и 10000m за мушкарце и на 500m, 1000m, 1500m
, 3000m, 5000m за жене. Она се одржавају на кружним стазама са пругама, широким 6m. Такмичари клизају у паровима (бираним жребом) мењајући траку после сваког круга.
Овај спорт је постао веома популаран у Холандији и Скандинавским земљама. Тако се Норвежанин Јохан Олав Кос, освајач три златне медаље на Олимпијским играма 1994. године, сматра највећим спортистом у историји своје земље. Велику пажњу на себе скренуо је и Американац Ерик Хајден, који је на Олимпијским играма 1980. победио у пет дисциплина.

### Клизање на кратке стазе
Клизање на кратке стазе, или спринт на стази дугој 111,12m, изузетно је атрактиван тркачки спорт. Настао је почетком 1980-их година, а постао је олимпијски 1992. године. Мада је потекао од брзинског клизања, такмичења се одржавају на другачији начин. Такмичари, у групама од четири до шест, клизају елиминаторне трке све до финала. Дисциплине и за мушкарце и жене су 500m и 1000m, док штафету (4 такмичара) клизају мушкарци на 5000m а жене на 3000m. У овом спорту доминирају Азијати, нарочито Јужнокореанци.

## Историја

### Рана историја клизања на леду
Истраживања указују да најраније индикације о клизању на леду потичу са југа Финске од пре више од 4.000 година. Подстицај за то је била уштеда енергија током зимских путовања. Право клизање појавило се када су коришћена челична сечива са заоштреним ивицама. Клизаљке су сада бивале урезане у лед, уместо да се помичу по њему. Додавање оштрица клизаљкама је холандски изум из 13. или 14. века. Те клизаљке су биле направљене од челика, са заоштреним ивицама на дну како би се помогло кретање.
Фундаментална конструкција савремених клизаљки је од тада углавном остала иста, мада се знатно разликују у детаљима, посебно у начину везивања, облику и конструкцији челичних сечива. У Холандији се клизање сматрало прикладним за све класе људи, као што показују многе слике старих мајстора.
Клизање на леду је такође практиковано у Кини током династије Сонг, а постало је популарно међу припаднима владајуће породице из династије Ћинг. Древне клизаљке направљене од животињских костију, пронађене су у Гаотајским рушевинама бронзаног доба на северозападу Кине, а процењује се да су старе 3.500 година. Археолози сматрају да су ове древне клизаљке „јасан доказ за комуникацију између Кине и Европе“ у ери бронзаног доба, јер су веома сличне коштаним клизаљкама откривеним у Европи.

### Раст популарности и први клубови
У Енглеској су „лондонски момци” импровизовали клизаљке од месарских костју још од 12. века. Изгледа да је клизање на металним клизаљкама стигло у Енглеску у исто време када и баштенски канал, са Енглеском рестаурацијом 1660. године, након што су се краљ и двор вратили из изгнанства које су углавном провели у Холандији. У Лондону је украсни „канал” у парку Сент Џејмс био главни центар до 19. века. Семјуел Пипс и Џон Евелин, два водећа дневника тог времена, видели су клизање на „новом каналу“ 1. децембра 1662, што је први пут да је Пипс то видео („веома лепа уметност“). Затим су то „пред њиховим Величанствима и осталима изводила разна господа и други, са шитовима по маниру Холанђана“. Две недеље касније, 15. децембра 1662. године, Пипс је пратио војводу од Јорка, касније краља Џејмса II, на клизању: „До војводе, и пратио га у парку, када би, иако је лед био пробијен, клизио на својим клизаљкама, што ми се није допадало; али он клизи веома добро." Године 1711, Џонатан Свифт још увек мисли да је спорт можда непознат његовој „Стели“, пишући јој: „Деликатно време за шетњу; а Канал и Розамундино језеро пуне руље са клизаљкама, ако знате шта је то.“
Први организовани клизачки клуб био је Единбуршки клизачки клуб, формиран 1740-их; према неким тврдњама клуб је основан још 1642. године. Рана савремена референца на клуб појавила се у другом издању Енциклопедије Британика (1783):
Метропола Шкотске је произвела више примерака елегантних клизача него можда било која друга држава: а институција клизачког клуба пре око 40 година је не мало допринела побољшању ове елегантне забаве.